# 아카이브

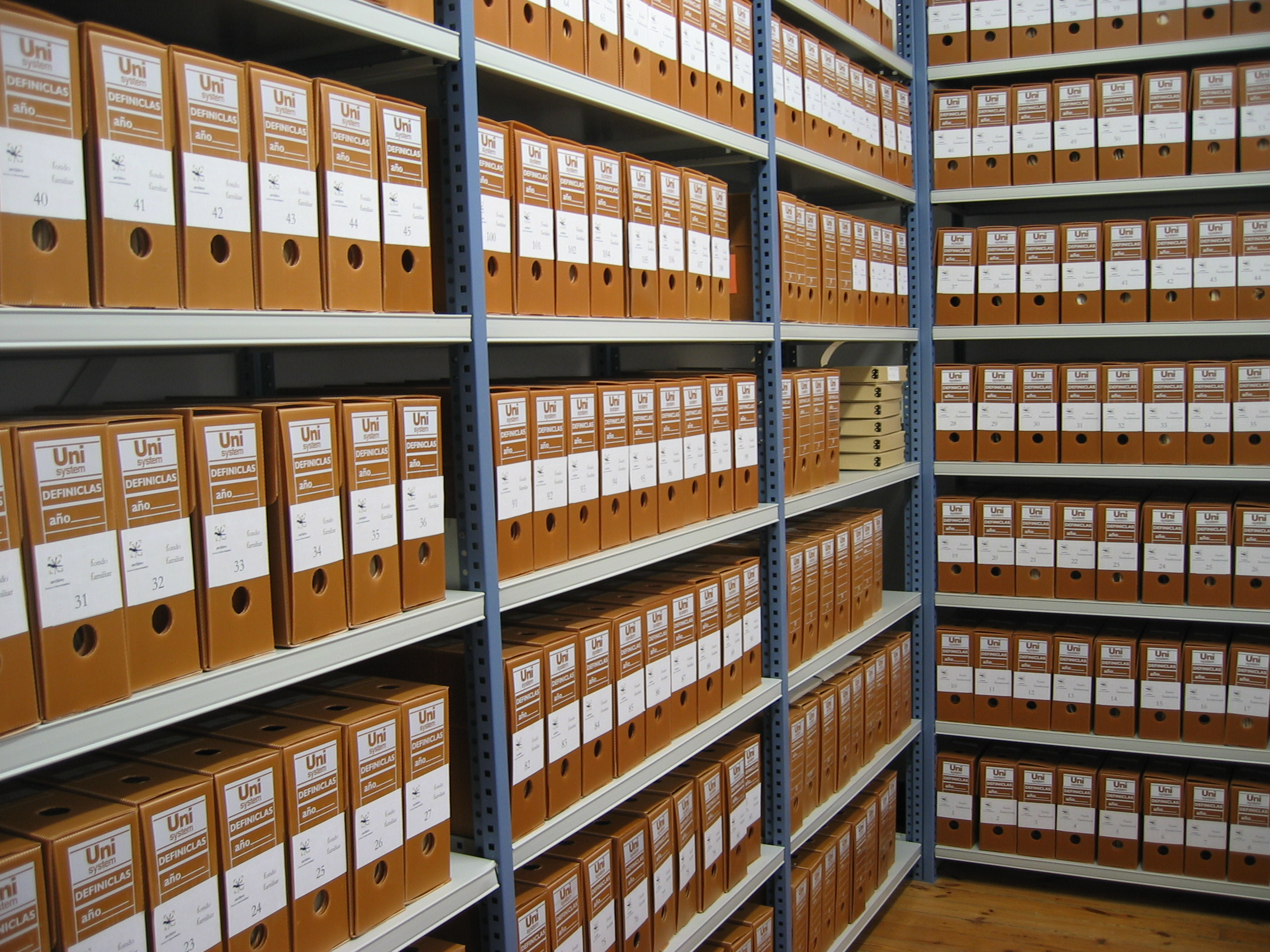
레이블이 붙은 상자에 기록물들이 담겨 있다.

아카이브(archive, 순화어: 자료 전산화, 자료 보관소, 자료 저장소, 기록 보관)는 역사적 가치 혹은 장기 보존의 가치를 지닌 기록이나 문서들의 컬렉션을 의미하며, 동시에 이러한 기록이나 문서들을 보관하는 장소, 시설, 기관 등을 의미한다.

## 용어

### 어원
아카이브(archive)는 그리스어로는 ἀρχεῖον (archeion) 표기되는 라틴어 archīum 혹은 archīvum에서 유래되었다.

### 번역
한국기록학회에서 발간한 기록학 용어 사전에서 ‘아카이브’를 찾아보면 역사적 가치 혹은 장기 보존의 가치를 지닌 기록이나 문서를 의미하는 경우는 ‘보존 기록’이라는 용어를 사용하며, 이런 기록이나 문서를 보관하는 장소나 시설을 의미하는 경우는 ‘보존 기록관’이라는 용어를 사용하고 있다.
공공기록물 관리에 관한 법률에서는 아카이브’에 가장 가까운 의미로 ‘기록관’이라는 용어를 사용하고 있으며, 언론과 일반 사회에서는 ‘기록(물) 보관소’, ‘기록(물) 보존소’, ‘공문서관’, 등 여러 용어가 혼용되고 있다.
국립국어원 말다듬기위원회 회의(2013년 3월 8일))에서는 ‘아카이브’를 ‘기록 보관’, ‘자료 보관소’, ‘자료 저장소’, ‘자료 전산화’로 순화하였으며 문화부 발굴 행정 분야 전문 용어 표준화 고시 자료(문화체육관광부 고시 제2013-9호, 2013년 3월 8일) 역시‘아카이브’ 대신 가능하면 순화한 용어들인 ‘기록 보관’, ‘자료 보관소’, ‘자료 저장소’, ‘자료 전산화’를 사용하되 용어가 정착될 때까지 병용 또는 병기할 수 있다고 되어 있다.

## 개요
아카이브는 개인이나 단체가 생존하고 있던 기간 동안 쌓아 온 1차적인 자료물을 보관하며 일반적으로 취급하는 기록물에는 문화적, 역사적, 입증 가능한 가치를 지닌 분야에서 영구적이거나 장기간 보존된 기록물로 선택된 기록물을 포함한다. 기록물은 사본이 존재하는 책이나 잡지와는 달리 일반적으로 출판되지 않으며 거의 늘 고유성을 지닌다. 이러한 기록물을 보관하는 아카이브는 도서관과는 구별되지만, 도서관 건물 안에서도 이러한 기록물을 취급하기도 한다.
기록물을 보관하고 취급하는 사람을 기록관리자(Records manager), 기록연구사(Archivist)라고 부른다. 이러한 기록물을 배정하고 보존하며 정보 및 물질적인 이용을 제공하는 학문을 기록학이라고 한다.
1990년대에서 21세기에 들어서. 고문서를 디지털화하는 ReCAPTCHA나 웹문서를 별도로 보관하는 인터넷 아카이브 등의 웹 아카이브 (Web Archive)등이 등장하여 각광 받고 있다.

## 같이 보기
- 국립 아카이브 목록
- 기록관
- 도서관
- 인터넷 아카이브
- 셀프 아카이브
- arXiv
- archive.today